# Entre a mi mundo
Entre a mi mundo è il terzo album in studio della cantante statunitense di musica tejano Selena, pubblicato nel maggio 1992.

## Tracce
1. Si la quieres – 3:11
2. Como la flor – 3:02
3. Yo te sigo queriendo – 3:08
4. ¿Qué creias? – 3:30
5. Las cadenas – 3:54
6. Vuelve a mí – 2:55
7. La carcacha – 4:09
8. Siempre estoy pensando en ti – 3:01
9. Missing My Baby – 3:48
10. Amame – 3:38